# Unión de Santa Fe
Club Atlético Unión, beter bekend als Unión de Santa Fe, is een Argentijnse omnisportclub uit Santa Fe waarvan de voetbalafdeling het bekendste is.
De club werd in 1907 opgericht nadat de Santa Fe Football Club op hield te bestaan. Tussen 1931 en 1940 won de club zeven keer het regionale kampioenschap rond Santa Fe. In 1932 werd de basketbal afdeling van de club opgericht. In de jaren '50 werd Unión het sportcentrum van de stad Santa Fe en was in vele sporten actief en had ongeveer 25.000 leden.
In 1966 promoveerde de voetbalafdeling voor het eerst naar het hoogste niveau om direct weer te degraderen. In 1968 promoveerde Unión andermaal om in 1970 weer een stap terug te doen. Hierna bleef de club geregeld tussen de hoogste twee niveaus op en neer pendelen. In 2003 degradeerde de club voor het laatst naar de Primera B Nacional. In 2011 promoveerde de club terug naar de Primera División en speelde daar tot 2013.
Stadgenoot CA Colón wordt als de grote rivaal van de club gezien en de derby wordt de Clásico Santafesino genoemd.
Aldosivi ·
Argentinos Juniors · 
Arsenal · 
Banfield ·  
Boca Juniors · 
Central Córdoba (SdE) · 
Colón · 
Defensa y Justicia · 
Estudiantes · 
Gimnasia La Plata · 
Godoy Cruz · 
Huracán · 
Independiente · 
Lanús · 
Newell’s Old Boys · 
Patronato · 
Racing Club · 
River Plate · 
Rosario Central · 
San Lorenzo · 
Talleres · 
Tucumán · 
Unión · 
Vélez Sarsfield